# Jean Desfrançois
Jean Desfrançois est un médecin et résistant français, né le 16 décembre 1903 à Ismaïlia (Égypte) et mort le 26 mai 1944 à Chambéry.

## Jeunesse et formation
Jean, Constant, Émile Desfrançois est né le 16 décembre 1903 à Ismaïlia (Égypte). Il est le fils de Jules, Joseph, Paul, dit Georges Desfrançois (1851-1912), dont la famille est originaire de Haute-Saône, et Joséphine, Alexandrine, dite "Hortense" Donnot (1870-1972), issue d'une veille famille savoyarde. Son père est ingénieur aux chemins de fer égyptiens,. Il a un frère ainé, Maurice (1896-1913), et une sœur cadette, Georgette (1906-1920).
Pendant ses études au lycée Vaugelas de Chambéry, Jean montre des dispositions fortes en mathématiques. En 1921, il termine son lycée et obtient à cette occasion la médaille Pillet-Will. Très doué pour les sciences exactes, il prépare le concours de l’école Centrale des Arts et Manufactures au lycée Janson-de-Sailly à Paris, qu’il réussit brillamment. Il sort major dans sa spécialité (Chimie) en 1926,. Mais c’est vers la médecine qu’il souhaite s’orienter.
Pour réaliser son choix, après son diplôme d'ingénieur civil, et après avoir effectué son service militaire comme officier d'artillerie, il entame des études de médecine. Interne des hôpitaux de Paris, il publie sa thèse en 1934.

## Ses années de praticien
Installé à Chambéry où il réside avec sa mère 20 boulevard de Lemenc, , il devient un praticien renommé et estimé. En parallèle de sa clientèle traditionnelle, il s'implique auprès des plus déshérités et gagne le surnom de « médecin des pauvres ». Il rentre au conseil municipal avant la guerre. À ses heures perdues, il se consacre à son violon d’Ingres, la botanique, et acquiert une stature de véritable savant, apprécié de ses collègues de la Société d’Histoire Naturelle. Il joue aussi assidument du violon. Malgré sa grande humanité, il reste d'un tempérament froid,.

## Rôle dans la Résistance et décès

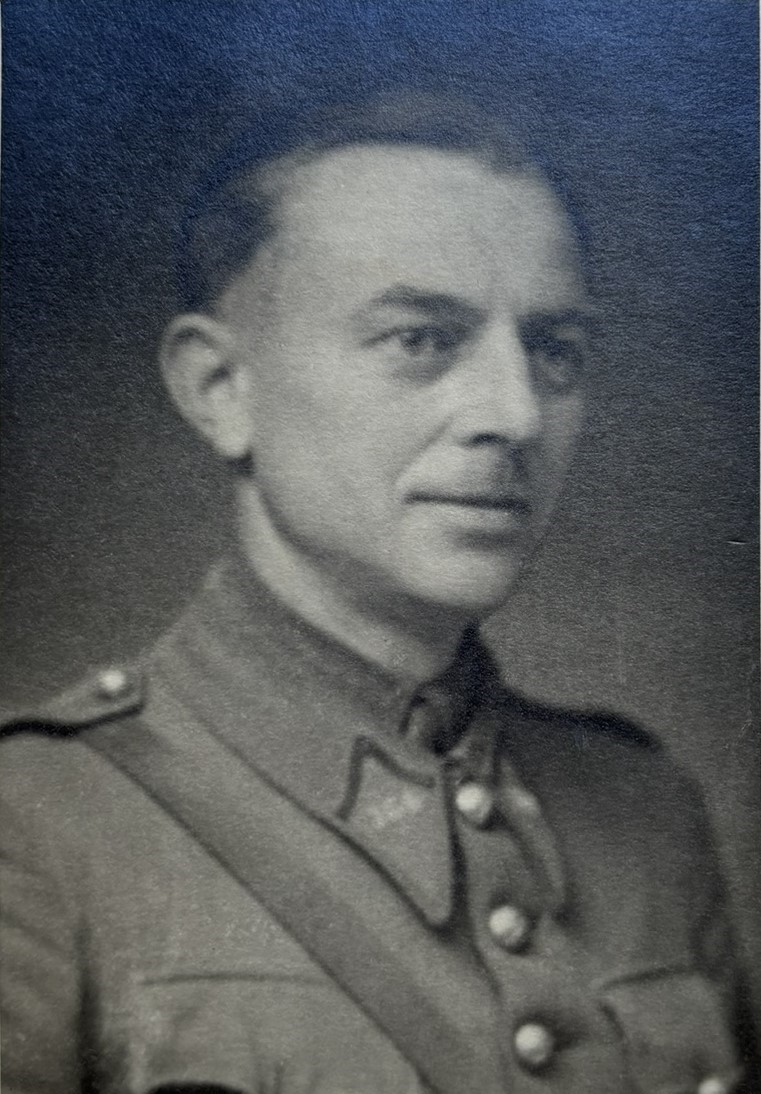
Jean Desfrançois, officier d'artillerie au 164 RAP, 1940

Pendant la  campagne de France, Jean Desfrançois combat comme capitaine au sein du 164e régiment d'artillerie de position dans le secteur de Modane,,. Après la défaite, il s'implique dans la Résistance intérieure française. Dès juillet 1940, il organise la soustraction d'équipements médicaux aux Allemands. Il est contacté la même année par  Lucien Rose pour organiser le mouvement Franc-Tireur en Savoie. Il participe à l'organisation de l'Armée Secrète de Savoie avec Edwin Stephens,. Il assume à cette occasion de nombreux transports d'armes et de matériels,. Il devient chef département du service de santé fin 1942 pour une partie de la Savoie,. Il organise des filières de détournement de médicaments et se déplace pour soigner maquisards et résistants, notamment dans le massif de la Chartreuse. À partir de 1943, il distribue des faux certificats médicaux comme échappatoire au service du travail obligatoire. On estime à plus de mille jeunes ceux à qui il a permis d'échapper au S.T.O. Il participe à la récupération des parachutages, le sabotage de pylônes, la distribution de journaux clandestins. Pendant l'occupation, il promeut le retour de la Savoie à ses anciennes frontières, avec notamment l'inclusion du massif du Mont-Cenis. Il fait imprimer une carte à cet effet afin de créer un mouvement d'opinion.Début mai 1944, il est dénoncé et traqué mais poursuit ses activités.
Le docteur Desfrançois est tué lors du bombardement du 26 mai 1944. Lors de l'alerte du raid d'avions sur le nœud ferroviaire de Chambéry (opération effectuée en prévision du débarquement de Normandie), il refuse de quitter sa voiture pour se mettre à l'abri  (une tranchée ouverte boulevard de la Colonne) car il doit rejoindre un de ses patients gravement malade. Il ne parvient pas à démarrer tout de suite son véhicule. Il est l'une des premières victimes.
L'émotion que suscite sa mort conduit la ville de Chambéry, quelques jours seulement après la Libération, le 30 août 1944, à rebaptiser « Avenue du Docteur Desfrançois » l'ancienne voie portant le nom du Maréchal Pétain, avant la guerre également nommée la rue Saint-François.

Il reçoit la Médaille de la Résistance avec rosette à titre posthume par décret du 24 avril 1946 (publié au Journal Officiel le 11 juillet 1946) sous proposition de Lucien Rose, avec la citation suivante : 
Résistant de la première heure. Fut un des fondateurs de la Résistance dans les Alpes. Par un courage indomptable et un esprit d'organisation remarquable, a permis la mise sur pied des premiers maquis savoyards. Son action contre le S.T.O a sauvé des centaines de jeunes savoyards de la déportation. Restera une des plus belles figures de patriote français.
Sa mère crée après la guerre un prix pour les élèves distingués en sciences naturelles afin d'honorer son souvenir.
Il est enterré à Chambéry, dans le cimetière de Charrière Neuve.
En 2024, le bâtiment principal de l'hôpital de Chambéry, construit en 2015, reçoit le nom de "Docteur Jean Desfrançois".

## Décorations
- Médaille de la Résistance française, avec rosette[19]